# Bình Thành, Tây Ninh
Bình Thành là một xã thuộc tỉnh Tây Ninh, Việt Nam.

## Địa lý
Xã Bình Thành có vị trí địa lý:
- Phía đông giáp xã Đức Huệ và xã Tân Long
- Phía tây giáp xã Bình Hòa và xã Mộc Hóa
- Phía nam giáp xã Thạnh Đức
- Phía bắc giáp Campuchia

Xã Bình Thành có diện tích 132,41 km², dân số năm 2025 là 10.690 người.

## Hành chính
Xã Bình Thành được chia thành 3 ấp: 1, 2, 4.

## Lịch sử
Ngày 26 tháng 6 năm 1989, Hội đồng bộ trưởng ban hành Quyết định số 74-HĐBT. Theo đó, điều chỉnh 948 ha diện tích tự nhiên và 70 người của xã Bình Thành để thành lập xã Thuận Bình thuộc huyện Thạnh Hóa.
Sau khi điều chỉnh địa giới hành chính, xã Bình Thành còn lại 8.361,16 ha diện tích tự nhiên và 4.055 người.
Ngày 24 tháng 3 năm 1994, Chính phủ ban hành Nghị định số 27-CP. Theo đó, thành lập xã Bình Hòa Hưng trên cơ sở 3.750 ha diện tích tự nhiên và 2.315 người của xã Bình Thành.
Sau khi điều chỉnh địa giới hành chính, xã Bình Thành còn lại 4.559 ha diện tích tự nhiên và 3.839 người.
Ngày 15 tháng 5 năm 2003, Chính phủ ban hành Nghị định số 50/2003/NĐ-CP. Theo đó, thành lập xã Mỹ Bình trên cơ sở 3.070 ha diện tích tự nhiên và 2.858 người của xã Bình Thành, 1.099 ha diện tích tự nhiên và 651 người của xã Bình Hòa Hưng.
Sau khi điều chỉnh địa giới hành chính, xã Bình Thành còn lại 2.589,5 ha diện tích tự nhiên và 2.205 người.
Ngày 18 tháng 7 năm 2019, HĐND tỉnh Long An ban hành Nghị quyết số 43/NQ-HĐND về việc sáp nhập Ấp 3 vào Ấp 2 và Ấp 4.
Trong đợt cải cách hành chính Việt Nam năm 2025, theo Nghị quyết số 1682/NQ–UBTVQH15 các xã Tân Hiệp , Thuận Bình và Bình Hòa Hưng thuộc huyện Thạnh Hóa, tỉnh Long An sẽ được sáp nhập và thành lập xã Bình Thành, tỉnh Tây Ninh.